# Jablonné nad Orlicí
Jablonné nad Orlicí település Csehországban, az Ústí nad Orlicí-i járásban. Jablonné nad Orlicí Mistrovice, Jamné nad Orlicí, Sobkovice, Orličky és Bystřec településekkel határos. Lakosainak száma 3106 fő (2024. január 1.).

## Népesség
A település lakosságának változását az alábbi diagram mutatja:
| Lakosok száma | 941  | 1125 | 1786 | 1582 | 2883 | 3119 | 3136 | 3189 | 2904 | 3106 |
|               | 1869 | 1890 | 1921 | 1950 | 1980 | 2001 | 2017 | 2019 | 2022 | 2024 |